# Wit sapbekertje
Het wit sapbekertje (Hymenoscyphus geogenum) is een schimmel behorend tot de familie Helotiaceae. Hij leeft saprotroof op humeuze grond en loofhout, ook op eikeldop.

## Kenmerken
De apothecia hebben een diameter 2-4 (7) mm. Ze zijn omgekeerd kegelvormig. De kleur is wit of crème. Het hymenium is vlak of convex. 
De asci meten 125–190 × 9–16 en hebben geen croziers. De ascus apex is I- tot iets blauwig. De ascosporen zijn slank spoelvormig, 1 cellig en meten 22-30 × 4-5 / 25–30 × 4,5–5 / 25-35 × 5-7 µm / 25-37,5 × 4-6 µm. De parafysen zijn dun en lineair.

## Verspreiding
In Nederland komt het wit sapbekertje zeldzaam voor. 